# Danci (Chorwacja)
Danci – wieś w Chorwacji, w żupanii istryjskiej, w gminie Vižinada. W 2011 roku liczyła 13 mieszkańców.